# Estación de Alberguería-Prado
Alberguería-Prado (en gallego, y oficialmente según Adif, A Alberguería-Prado) es una estación ferroviaria situada entre las parroquias de Alberguería y Prado, en el municipio español de Villar de Barrio en la provincia de Orense, comunidad autónoma de Galicia. La estación no dispone de servicios de viajeros desde el 23 de junio de 2013, con la supresión de los servicios de Media Distancia Orense - Puebla de Sanabria.

## Situación ferroviaria
La estación se encuentra en el punto kilométrico 194,086 de la línea férrea de ancho ibérico que une Zamora con La Coruña a 767 metros de altitud, entre las estaciones de Laza-Cerdedelo y Villar de Barrio. El tramo es de vía única y está sin electrificar. Está próxima al túnel de Serra Pequena de 1 876 metros de longitud.

## Historia
La voluntad de unir Madrid, vía Medina del Campo con Vigo por el camino más corto posible es antigua y apareció plasmada en algunos anteproyectos como el de 1864. Sin embargo, el mismo descartaba dicha posibilidad al considerar que suponía «dificultades enormísimas» que superaban incluso «los de la bajada del puerto de Pajares en el ferrocarril de Asturias». Es por ello, que la estación no fue inaugurada hasta el 1 de julio de 1957 con la puesta en marcha del tramo Orense-Puebla de Sanabria de la línea Zamora-La Coruña vía Orense. Su explotación inicial quedó a cargo de RENFE cuyo nacimiento se había producido en 1941. 
Desde el 31 de diciembre de 2004 Renfe Operadora explota la línea mientras que Adif es la titular de las instalaciones ferroviarias.

## La estación
El edificio de viajeros es una estructura de dos pisos de aspecto rústico y parcialmente revestido de piedra. Cuenta con dos andenes laterales a los que acceden dos vías. El 15 de junio de 2020 se levantó la vía de apartado, desvíos y desmontaje de señales luminosas, por lo tanto solo queda la vía principal.

## Servicios ferroviarios
En la estación, realizaba parada un tren diario por sentido de Media Distancia, operado por Renfe y comercializado como MD, que conectaba las estaciones de Orense y Puebla de Sanabria y pertenecía a la línea 2 (Santiago de Compostela - Orense - Puebla de Sanabria) de la red de Media Distancia. Los servicios entre Orense y Puebla de Sanabria fueron suprimidos el 23 de junio de 2013, dentro de un plan de racionalización de servicios ferroviarios que acabó con la Obligación de Servicio Público. Desde esa fecha, la estación no dispone de servicio de viajeros.